# Klaus Rennert
Klaus Rennert (* 24. September 1955 in Berlin) ist ein deutscher Jurist und Honorarprofessor an der Albert-Ludwigs-Universität Freiburg. Er war vom 1. Juli 2014 bis 30. Juni 2021 Präsident des Bundesverwaltungsgerichts.

## Leben
Rennert promovierte 1987 bei Ernst-Wolfgang Böckenförde an der Universität Freiburg zum Thema „Die ‚geisteswissenschaftliche Richtung‘ in der Staatsrechtslehre der Weimarer Republik“. Seine juristische Karriere begann Rennert in der ordentlichen Gerichtsbarkeit am Landgericht Offenburg. 1986 wechselte er in die Verwaltungsgerichtsbarkeit und wurde Richter am Verwaltungsgericht Karlsruhe. Von dort wurde er zwischenzeitlich für drei Jahre als wissenschaftlicher Mitarbeiter an das Bundesverfassungsgericht und für ein Jahr als Referent in das Staatsministerium Baden-Württemberg abgeordnet. 1994 wurde er Richter am Verwaltungsgerichtshof Baden-Württemberg. Er war am Verwaltungsgerichtshof unter anderem mit Schul- und Hochschulrecht sowie Kammerrecht und Gesundheitsverwaltungsrecht befasst. Von seiner Tätigkeit am Verwaltungsgerichtshof wurde Rennert von Oktober 1996 bis Ende September 1997 beurlaubt und nahm in dieser Zeit die Vertretung des Lehrstuhls für Verwaltungsrecht und Verwaltungswissenschaften an der Universität Freiburg wahr. 2000 wurde er zum Honorarprofessor an der Freiburger Universität ernannt.
Am 10. September 2003 wurde Rennert Richter am Bundesverwaltungsgericht, wo er zunächst dem mit dem Gesundheitsverwaltungsrecht, Landwirtschaftsrecht, Lebensmittelrecht, dem Recht zur Bereinigung von SED-Unrecht, Verkehrsrecht und der Wirtschaftsförderung befassten 3. Revisionssenat angehörte. Am 2. Mai 2011 wurde Klaus Rennert zum Vorsitzenden im 8. Revisionssenat des Bundesverwaltungsgerichtes ernannt. Der 8. Senat befasst sich mit Kommunalrecht, dem Recht zur Regelung von Vermögensfragen, Wirtschaftsverwaltungsrecht und dem Recht der freien Berufe. Am 21. November 2012 wurde er als Nachfolger des in den Ruhestand getretenen Michael Hund zum Vizepräsidenten des Bundesverwaltungsgerichts ernannt. Im April 2014 wurde bekannt, dass Rennert im Mai zum Präsidenten des Bundesverwaltungsgerichts gewählt werden soll. Er trat sein Amt mit seiner Ernennung am 1. Juli 2014 an. Rennert trat am 30. Juni 2021 in den Ruhestand.
Kritik wurde an Rennert laut, da er als ehemaliger Gerichtspräsident die Akten zur Aufarbeitung von NS-Kontinuitäten am Bundesverwaltungsgericht selbst auswertet. Diese Kritik sieht sich dem Einwand ausgesetzt, sie verzerre die Sachlage, insbesondere weil das von Rennert geleitete Projekt zur Erforschung der Errichtung und Konsolidierung des Bundesverwaltungsgerichts in den 1950er Jahren kein „hausinternes“ sei, sondern ein gemeinsames des Gerichts und des Georg-Jellinek-Zentrums der Universität Leipzig.
Rennert ist neben seiner richterlichen Tätigkeit Mitautor eines Kommentars zur Verwaltungsgerichtsordnung. Er wurde 2009 Ehrendoktor der Martin-Luther-Universität Halle-Wittenberg.
Seit 1975 ist er Mitglied der katholischen Studentenverbindung W.K.St.V. Unitas Eckhardia Freiburg.